# ۸۱۲ (قمری)
۸۱۲ (قمری)، هشتصد و دوازدهمین سال در گاهشماری هجری قمری است. اول محرم این سال برابر با بیست و پنجم مه سال ۱۴۰۹ میلادی است.